# Antiferroelettricità
L'antiferroelettricità è una proprietà fisica di determinati materiali che sotto l’azione di un campo elettrico acquistano uno stato ferroelettrico non permanente. È strettamente correlato alla ferroelettricità; la relazione tra antiferroelettricità e ferroelettricità è analoga alla relazione tra antiferromagnetismo e ferromagnetismo.
Un materiale antiferroelettrico consiste in una serie ordinata (cristallina) di dipoli elettrici (dagli ioni e dagli elettroni nel materiale) con dipoli adiacenti orientati in direzioni opposte (antiparalleli) (i dipoli di ogni orientamento formano sottostrutture interconnesse, vagamente analoghe ad uno schema a scacchiera). Invece in un materiale ferroelettrico i dipoli puntano tutti nella stessa direzione.
In un antiferroelettrico, a differenza di un ferroelettrico, la polarizzazione spontanea totale macroscopica è zero, poiché i dipoli adiacenti si annullano a vicenda.
L'antiferroelettricità è una proprietà di un materiale e può apparire o scomparire (più in generale, rafforzarla o indebolirsi) a seconda della temperatura, della pressione, del campo elettrico esterno, del metodo di crescita e di altri parametri. In particolare, ad una temperatura sufficientemente alta, l'antiferroelettricità scompare; questa temperatura è nota come temperatura di Néel o punto di Curie.